# 알베르토 벨수에
알베르토 벨수에 아리아스(스페인어: Alberto Belsué Arias, 1968년 3월 2일, 아라곤 주 사라고사 ~)는 스페인의 전 축구 선수로, 현역 시절 우측 수비수로 활약했다.
그는 12년 동안 319번의 라 리가 경기에 출전했는데, 그 동안 사라고사, 알라베스, 그리고 누만시아를 거쳤고, 이 중 사라고사 소속으로 두 차례 주요 대회 우승을 거두었다.

## 클럽 경력
벨수에는 아라곤 주 사라고사 출신이다. 하부 리그의 엔데사 안도라에서 축구를 시작한 그는 라 리가의 사라고사로 이적해 도합 300경기 이상 출전해 소속 구단의 1990년대 2차례 주요 대회인 1993-94 시즌 코파 델 레이와 이듬해 컵 위너스 컵 우승에 모두 주역으로 활약했다.
알라베스와 누만시아를 거쳤는데,– 두 경우 모두 1부 리그에 간신히 잔류했고, 벨수에는 해외로 나가 그리스의 이라클리스에서 33세의 나이로 현역에서 은퇴했다.

## 국가대표팀 경력
스페인 국가대표팀에서 2년을 활약한 벨수에는 1994년 11월 16일에 3-0으로 이긴 덴마크와의 유로 1996 예선전 경기에서 국가대표팀 신고식을 치렀는데, 세비야에서 벌어진 이 경기에서 90분을 소화했다. 잉글랜드에서 벌어진 본선에, 벨수에는 스페인이 출전한 4경기 중 2경기를 출전했는데, 잉글랜드와의 8강전에서 승부차기 주자로 나서 골망을 흔들었지만, 패하면서 잉글랜드 정벌은 실패로 돌아갔다.

## 수상
사라고사
- 코파 델 레이: 1993–94
- 컵위너스컵: 1994–95